# Forcipomyia koniae
Forcipomyia koniae är en tvåvingeart som först beskrevs av Jean-Jacques Kieffer 1918.  Forcipomyia koniae ingår i släktet Forcipomyia och familjen svidknott.
Artens utbredningsområde är Turkiet. Inga underarter finns listade i Catalogue of Life.